# Opera Nazionale Balilla
Pour les articles homonymes, voir Balilla.
L'Opera Nazionale Balilla (en français l’Œuvre Nationale Balilla) est l'organisation de jeunesse mise en place en 1926 sous le régime fasciste italien de Benito Mussolini par le sous-secrétaire à l'Éducation nationale Renato Ricci. Elle est remplacée en 1937 par la Gioventù Italiana del Littorio (« GIL »).
Le nom de Balilla fait référence à Giovan Battista Perasso dit « Balilla », jeune Génois de 11 ans qui aurait déclenché en décembre 1746 la révolte victorieuse de sa patrie contre l'occupation autrichienne.
Comme chez les pionniers soviétiques en URSS, on y apprenait la vie en collectivité. Il s'agissait aussi d'inculquer aux jeunes des Balilla le culte du régime et du chef, tout en leur donnant une éducation physique et paramilitaire.

## Origines

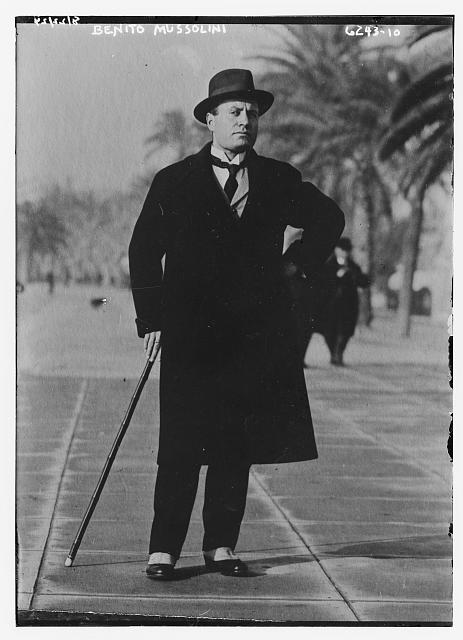
Benito Mussolini.

Après la marche sur Rome en 1922, le nouveau régime de Mussolini se pose la question de fasciser la société, en commençant par les plus jeunes. En 1926, Mussolini demande à Renato Ricci, sous-secrétaire à l'Éducation nationale, de "réorganiser la jeunesse d'un point de vue moral et physique" ; la volonté d'imitation des Pionniers soviétiques, créés en 1922 est délibérée. 
Ricci prend alors contact en Angleterre avec Baden Powell, fondateur du scoutisme pour avoir quelques informations et conseils ainsi qu'en Allemagne avec les représentants du Bauhaus.
Le parti fasciste s'introduit peu à peu dans l'institution scolaire, par exemple par des lectures orientées sur le passé glorieux de l'Italie (surtout la Rome Antique) en évitant de rappeler certaines défaites. Les manuels scolaires commencent à être censurés et tout est contrôlé par l'État fasciste.
Une loi du 3 avril 1926 donne naissance à l'« Opera Nazionale Balilla » (ONB), que Renato Ricci va diriger pendant onze ans. Complémentaire à l'institution scolaire, l'ONB se donne pour objectif « l'assistance et l'éducation physique et morale de la jeunesse ». En font partie les jeunes de 8 à 18 ans, répartis en deux sous-institutions : les Balilla et les Avanguardisti.
L'ONB ne s'occupe pas seulement de l'éducation spirituelle et culturelle mais assure également une instruction militaire, sportive, professionnelle et technique. Le but de l'ONB est de donner aux jeunes le goût de la discipline et de l'éducation militaire mais aussi de les rendre conscients de leur italianité. On enseigne donc aux plus jeunes les règles de la vie sociale ainsi que l'amour de la patrie et le maniement des armes. 
En 1937, le régime fasciste interdit les organisations de jeunesse non fascistes, dont le scoutisme, mais pas le mouvement catholique « Gioventù Italiana Cattolica », qui doit cependant réduire son activité.

## Fonctionnement
L'ONB fut conceptualisée par les fascistes comme instrument d'intrusion dans les institutions scolaires. Ainsi était confié à l'ONB l'enseignement de l'éducation physique dans les écoles. Les directeurs et enseignants étaient priés « d'ouvrir les portes » des structures scolaires aux activités de l'ONB et à inviter tous les étudiants à y adhérer.
L'ONB gérait également des cours de formation et d'orientation professionnelle, des cours post-scolaires pour adultes, cours de puériculture et de travaux domestiques pour les femmes.

## Structure
L'ONB était subdivisée en :
- Opera nazionale maternità e infanzia - ONMI (Œuvre national maternité et enfance) : enfants de 0 à 6 ans ;
- Figli della lupa (Fils de la louve) : enfants de 6 à 8 ans ;
- Balilla : garçons de 8 à 14 ans ;
- Piccole italiane (Petites italiennes) : filles de 8 à 14 ans ;
- Avanguardisti (Avant-gardistes) : garçons de 14 à 18 ans ;
- Giovani italiane (Jeunes italiennes) : filles de 14 à 18 ans.

Entre 18 et 21 ans, les hommes entraient dans les Faisceaux de combat de la jeunesse (Fasci Giovanili di Combattimento) et les femmes dans les Jeunes fascistes (Giovani Fasciste). Les étudiants des universités et des écoles supérieures devaient adhérer au Groupe universitaire fasciste (Gruppo Universitario Fascista - GUF).

## L'uniforme
L'uniforme était composé d'une chemise noire, d'un foulard bleu, d'un pantalon gris-vert, d'une écharpe noire et un fez. Cet uniforme traduit le caractère para-militaire de l'ONB. Le mousqueton était le fidèle compagnon des exercices - il est fait en bois pour i Figli della lupa (les fils de la louve).

## Manifestations
Outre les exercices extra-scolaires et les « samedis fascistes », l'ONB mobilise ses adhérents pour des rassemblements et des camps de vacances comme les « Campi Dux » par exemple. Par ces rassemblements, l'ONB veut démontrer la fascisation de la jeunesse. En réalité, les inscriptions à l'ONB ne dépassent jamais les 50 %, même après 1937 lorsque la Gioventù del Littoro impose l'inscription obligatoire.